# 田村類
田村 類（たむら るい、1953年 - ） は、日本の化学者。京都大学名誉教授。専門は有機化学で、複雑系化学の研究により、2020年には日本人として初めてN. M. Emanuel Medalを受賞した。

## 人物・経歴
北海道生まれ。1975年北海道大学理学部化学科卒業。1980年京都大学大学院理学研究科化学専攻博士課程修了、コロラド州立大学化学科博士研究員。1982年プリンストン大学化学科博士研究員。1983年防衛大学校助手。1988年愛媛大学教養部講師。1995年北海道大学大学院地球環境科学研究科助教授。1997年京都大学大学院人間・環境学研究科助教授。2002年京都大学大学院人間・環境学研究科教授。2018年京都大学名誉教授。